# Paul Wigand
Paul Wigand (Kassel, 1786. augusztus 20. – Wetzlar, 1866. január 4.) német történetbúvár.

## Élete
Miután a jogot elvégezte, átvette egy időre a kasseli Politische Zeitung szerkesztését és azután Kasselban, majd Höxterben bíró lett. 1821-ben a porosz kormány felszólította a korveii és paderborni levéltár kincseinek rendezésére és feldolgozására. Nagy része volt a vesztfáliai történeti társulat szervezésében és megalapította ennek közlönyét: Archiv für Geschichte und Altertumskunde Westfalens (Hamm, 1826-27. és Lemgo 1828-30, 7 kötet). 1834-ben Wetzlarban a városi törvényszék elnöke lett és itt is alapított történeti társulatot. Legtöbb érdemet szerzett jogtörténeti munkáival.

## Művei
- Die Fehmgerichte Westfalens (Hamm, 1825)
- Die Dienste (uo. 1828)
- Der korveische Güterbesitz (Lemgo, 1831)
- Die Provinzialrechte der Fürstentümer Paderborn und Korvei in Westfalen (Lipcse, 1832, 3 kötet)
- Die Provinzialrechte des Fürstentums Minden, der Grafschaften Ravensberg und Rietberg, der Herrschaft Rheda und des Amtes Reckenberg (1834, 2 kötet)
- Die korveischen Geschichtsquellen (Lipcse, 1841)
- Traditiones Corbeienses (uo. 1843)
- Denkwördige Beiträge für Geschichte und Rechtsaltertümer, aus westfälischen Quellen (uo. 1858)
- Denkwürdigkeiten (uo. 1854)